# Válka o mantovské dědictví
Válka o mantovské dědictví byla jednou z mnoha drobnějších válek během třicetileté války. Válka začala, když větev rodu Gonzagů vlastnící Mantovu a Monferrat vymřela po meči po smrti tří bratří Francesca IV., Ferdinanda a Vincenta II. Gonzagy. Během války byla Mantova 14 měsíců pleněna.

## Historie
Římský císař Ferdinand II. podporoval Filipa IV. Španělského, kterému chtěl udělit tuto zem v léno. Dědictví ale také nárokoval příbuzný zemřelých vévodů z rodu Gonzagů Karel I., který získal podporu Francie a papeže Urbana VIII. Mantovu obsadila říšská vojska, oddíly španělského vojevůdce Ambrosia Spinoly a savojského vévody Karla Emanuela pak obsadily Monferrat. Z Mantovy si císařský generál Aldringen odvezl s sebou do Čech mantovský poklad a vzácnou knihovnu mantovského vévody. Francouzská vojska pomáhající Karlu I. následně v červenci vpadla do Savojska. Jelikož rakouská vojska obsadila i Mantovu a tři dny ji pustošila, byl uzavřen 13. října 1630 v Řezně mír mezi Francií a císařem, který byl výhodný pro rakouskou stranu, kardinál Richelieu však tuto smlouvu neratifikoval. Z důvodu hrozby švédského zásahu do konfliktu, císař ze svých podmínek slevil a nová smlouva o míru byla podepsána 6. dubna 1631 v Cherasku. Faktickým vítězem se tedy stal Karel I., který získal nové území. Část území Monferratska musela ale být postoupena k Savojsku.